# Jean Daems
Jean Henri Joseph Daems (Grâce-Berleur, 13 september 1923 - Saint-Nicolas, 25 november 1984) was een Belgische atleet, die gespecialiseerd was in de sprint. Hij werd eenmaal Belgisch kampioen.

## Biografie
Daems werd in 1946 Belgisch kampioen op de 200 m. Door een kwetsuur, opgelopen bij de estafettekampioenschappen, miste hij de interland Nederland-België in Rotterdam en de Europese kampioenschappen in Oslo.
Daems was aangesloten bij FC Luik.

## Belgische kampioenschappen
| Onderdeel | Jaar |
| --------- | ---- |
| 200 m     | 1946 |

## Persoonlijke records
| Onderdeel | Prestatie | Datum        | Plaats    |
| --------- | --------- | ------------ | --------- |
| 100 m     | 10,7 s    | 28 juli 1946 | Antwerpen |
| 200 m     | 21,9 s    |              |           |

## Palmares

### 100 m
- 1946:  BK AC - 10,7 s
- 1947:  BK AC - 11,4 s

### 200 m
- 1946:  BK AC - 22,1 s
- 1947:  BK AC - 23,4 s